# Campionat d'Anglaterra de rugbi a 15 2018-2019
El Campionat d'Anglaterra de rugbi a 15 2018-2019 on els vigents campions són els Saracens que defensen el títol aconseguit l'any anterior, s'inicià el 31 d'agost del 2018 i acabà l'1 de juny del 2019. Els Saracens van assolir el doblet derrotant Exeter per 37 a 34.

## Resultats
| Clubs              | BR      | BB      | ER      | GRFC    | H       | LT      | LW      | NF      | NS      | SS      | S       | WW      |
| ------------------ | ------- | ------- | ------- | ------- | ------- | ------- | ------- | ------- | ------- | ------- | ------- | ------- |
| Bath Rugby         |         | 26 – 19 | 24 – 39 | 31 – 31 | 29 – 31 | 23 – 16 | 29 – 17 | 30 – 13 | 17 – 15 | 7 – 7   | 18 – 9  | 28 – 13 |
| Bristol Bears      | 17 – 10 |         | 29 – 31 | 28 – 24 | 20 – 13 | 41 – 10 | 22 – 29 | 35 – 28 | 40 – 45 | 20 – 20 | 23 – 21 | 25 – 27 |
| Exeter Rugby       | 29 – 10 | 14 – 9  |         | 23 – 6  | 17 – 15 | 40 – 6  | 19 – 26 | 35 – 17 | 40 – 21 | 35 – 18 | 31 – 13 | 28 – 11 |
| Gloucester RFC     | 27 – 23 | 35 – 13 | 24 – 17 |         | 25 – 27 | 36 – 13 | 27 – 14 | 28 – 19 | 27 – 16 | 15 – 30 | 30 – 24 | 36 – 16 |
| Harlequins         | 32 – 37 | 36 – 26 | 28 – 26 | 7 – 29  |         | 23 – 19 | 20 – 13 | 20 – 7  | 19 – 20 | 51 – 23 | 20 – 25 | 47 – 33 |
| Leicester Tigers   | 31 – 32 | 20 – 23 | 20 – 52 | 34 – 16 | 35 – 24 |         | 19 – 14 | 49 – 33 | 15 – 29 | 19 – 15 | 22 – 27 | 37 – 44 |
| London Wasps       | 14 – 24 | 32 – 28 | 31 – 42 | 21 – 35 | 27 – 25 | 41 – 35 |         | 19 – 20 | 27 – 16 | 18 – 24 | 14 – 31 | 28 – 16 |
| Newcastle Falcons  | 16 – 8  | 12 – 19 | 17 – 24 | 17 – 20 | 17 – 38 | 22 – 27 | 22 – 23 |         | 17 – 31 | 22 – 17 | 21 – 32 | 17 – 6  |
| Northampton Saints | 27 – 26 | 24 – 26 | 31 – 28 | 31 – 40 | 25 – 18 | 15 – 23 | 36 – 17 | 14 – 16 |         | 67 – 17 | 27 – 38 | 38 – 10 |
| Sale Sharks        | 6 – 3   | 27 – 10 | 14 – 20 | 46 – 41 | 28 – 17 | 32 – 5  | 13 – 31 | 20 – 7  | 18 – 13 |         | 24 – 18 | 21 – 15 |
| Saracens           | 50 – 27 | 44 – 23 | 38 – 7  | 38 – 15 | 27 – 20 | 33 – 10 | 29 – 6  | 26 – 12 | 36 – 17 | 25 – 21 |         | 25 – 17 |
| Worcester Warriors | 21 – 19 | 52 – 7  | 30 – 33 | 27 – 20 | 20 – 13 | 17 – 13 | 20 – 21 | 20 – 23 | 6 – 32  | 39 – 17 | 31 – 29 |         |

## Classificació
| Classificació general del Premiership | Classificació general del Premiership | Classificació general del Premiership | Classificació general del Premiership | Classificació general del Premiership | Classificació general del Premiership | Classificació general del Premiership | Classificació general del Premiership | Classificació general del Premiership | Classificació general del Premiership | Classificació general del Premiership | Classificació general del Premiership | Classificació general del Premiership | Classificació general del Premiership | Classificació general del Premiership |
| Class.                                | Clubs                                 | Pts                                   | J                                     | G                                     | E                                     | P                                     | B0                                    | BD                                    | pf                                    | pc                                    | p±                                    | af                                    | ac                                    | a±                                    |
| ------------------------------------- | ------------------------------------- | ------------------------------------- | ------------------------------------- | ------------------------------------- | ------------------------------------- | ------------------------------------- | ------------------------------------- | ------------------------------------- | ------------------------------------- | ------------------------------------- | ------------------------------------- | ------------------------------------- | ------------------------------------- | ------------------------------------- |
| 1.                                    | Exeter Rugby                          | 86                                    | 22                                    | 17                                    | 0                                     | 5                                     | 14                                    | 4                                     | 630                                   | 438                                   | 192                                   | 89                                    | 51                                    | 38                                    |
| 2.                                    | Saracens                              | 78                                    | 22                                    | 16                                    | 0                                     | 6                                     | 10                                    | 4                                     | 644                                   | 440                                   | 204                                   | 77                                    | 44                                    | 33                                    |
| 3.                                    | Gloucester RFC                        | 68                                    | 22                                    | 13                                    | 1                                     | 8                                     | 10                                    | 4                                     | 587                                   | 515                                   | 72                                    | 75                                    | 60                                    | 15                                    |
| 4.                                    | Northampton Saints                    | 56                                    | 22                                    | 11                                    | 0                                     | 11                                    | 8                                     | 4                                     | 590                                   | 521                                   | 69                                    | 73                                    | 62                                    | 11                                    |
| 5.                                    | Harlequins                            | 56                                    | 22                                    | 10                                    | 0                                     | 12                                    | 7                                     | 9                                     | 544                                   | 528                                   | 16                                    | 63                                    | 56                                    | 7                                     |
| 6.                                    | Bath Rugby                            | 56                                    | 22                                    | 10                                    | 2                                     | 10                                    | 6                                     | 6                                     | 481                                   | 480                                   | 1                                     | 52                                    | 54                                    | -2                                    |
| 7.                                    | Sale Sharks                           | 55                                    | 22                                    | 11                                    | 2                                     | 9                                     | 3                                     | 4                                     | 462                                   | 504                                   | -42                                   | 52                                    | 62                                    | -10                                   |
| 8.                                    | London Wasps                          | 51                                    | 22                                    | 10                                    | 0                                     | 12                                    | 7                                     | 4                                     | 483                                   | 552                                   | -69                                   | 56                                    | 62                                    | -6                                    |
| 9.                                    | Bristol Rugby                         | 51                                    | 22                                    | 9                                     | 1                                     | 12                                    | 6                                     | 7                                     | 503                                   | 580                                   | -77                                   | 55                                    | 74                                    | -19                                   |
| 10.                                   | Worcester Warriors                    | 46                                    | 22                                    | 9                                     | 0                                     | 13                                    | 6                                     | 4                                     | 491                                   | 557                                   | -66                                   | 55                                    | 66                                    | -11                                   |
| 11.                                   | Leicester Tigers                      | 41                                    | 22                                    | 7                                     | 0                                     | 15                                    | 5                                     | 8                                     | 478                                   | 632                                   | -154                                  | 47                                    | 80                                    | -33                                   |
| 12.                                   | Newcastle Falcons                     | 31                                    | 22                                    | 6                                     | 0                                     | 16                                    | 1                                     | 6                                     | 395                                   | 541                                   | -146                                  | 43                                    | 66                                    | -23                                   |

## Fase final
| Semifinals   | Semifinals | Semifinals         |
| ------------ | ---------- | ------------------ |
| Saracens     | 44 – 19    | Gloucester RFC     |
| Exeter Rugby | 42 – 12    | Northampton Saints |

| Final        | Final   | Final    |
| ------------ | ------- | -------- |
| Exeter Rugby | 34 – 37 | Saracens |

| Campió   |
| -------- |
| Saracens |